# فيرنر فون براون
فيرنر فون براون (بالألمانية: Wernher von Braun) (ولد في 23 مارس 1912 - توفي في 16 يونيو 1977)، مهندس صواريخ ألماني (ثم أمريكي فيما بعد). له إسهامات رائدة في تطوير تكنولوجيا الصواريخ في ألمانيا كما يعتبر الأب لتكنولوجيا الصواريخ الفضائية في الولايات المتحدة.
عمل فون براون خلال فترة شبابه على برنامج تطوير صاروخ ألمانيا النازية حيث ساهم كثيرًا في تصميم صاروخ (فاو-2) خلال الحرب العالمية الثانية لم يعاقب فون براون من قبل الحلفاء بل تم غض الطرف عن نشاطاته السابقة وسافر سراً إلى الولايات المتحدة ومعه ما يقارب من 1600 عالم ومهندس وفني ألماني كجزء من عملية مشبك الورق، عمل في الولايات المتحدة ضمن برنامج الصواريخ الباليستية متوسطة المدي (IRBM) الذي قام من خلاله بتطوير الصاروخ الذي أطلقت به الولايات المتحدة قمرها الصناعي الأول إكسبلورر 1، ثم انتقل هو ومجموعته إلى وكالة ناسا، وعُيّن مدير مركز ماشال لرحلات الفضاء الذي تم تشكيله حديثاً في ذلك الوقت، كذلك رئيس مهندسي صاروخ ساتورن 5 (Saturn V) الذي حمل طاقم أبوللو 11 إلى القمر.

## نشأته
ولد في بلدة ويرزيسك البولندية عام 1912 لأسرة أرستقراطية وهو الابن الأوسط بين ثلاث أبناء في أسرته حيث كان والده موظفا حكوميا ثم أصبح لاحقا وزيرا للزراعة في جمهورية فايمار.
التحق عام 1925 بالمدرسة الداخلية في مدينة ايترسبرج القريبة من مدينة فايمار والتي أمضى فيها 3 سنوات إلى أن نقله والداه إلى مدرسة هيرمن ليتز الداخلية في العام 1928.

## مساره المهني في ألمانيا
في بداياته عمل في تصليح السيارات ثم انتقل إلى الجيش الألماني عام 1936 وهناك أظهر براعة فريدة في العمل على المحركات النفاثة وانتقل إلى مشروع v-2 عام 1937 وأصبح مدير المشروع عام 1940 وبقي في منصبه حتى نهاية الحرب.

## مساره المهني في الولايات المتحدة
عمل فون منذ عام 1942 وحتى نهاية الحرب العالمية الثانية تبعاً لأوامر القيادة الجديدة وهو «هانز كلينر» المعروف بحرق جثث الموتى بل وكان يعامل العاملين في ذلك المشروع بقسوة معظمهم مات من الإجهاد و منهم من مات جوعاً .
انتقل إلى الولايات المتحدة عام 1946 وهناك عمل على تطوير مركبات الفضاء الإمريكية حيث يعد أب المشروع الفضائي الأمريكي وبقي في عمله حتى وفاته .

## حياته الشخصية
تزوج فيرنر فون مرة واحده وأنجبت له زوجته من الأبناء ثلاثة بنت وولدين.

## وفاته

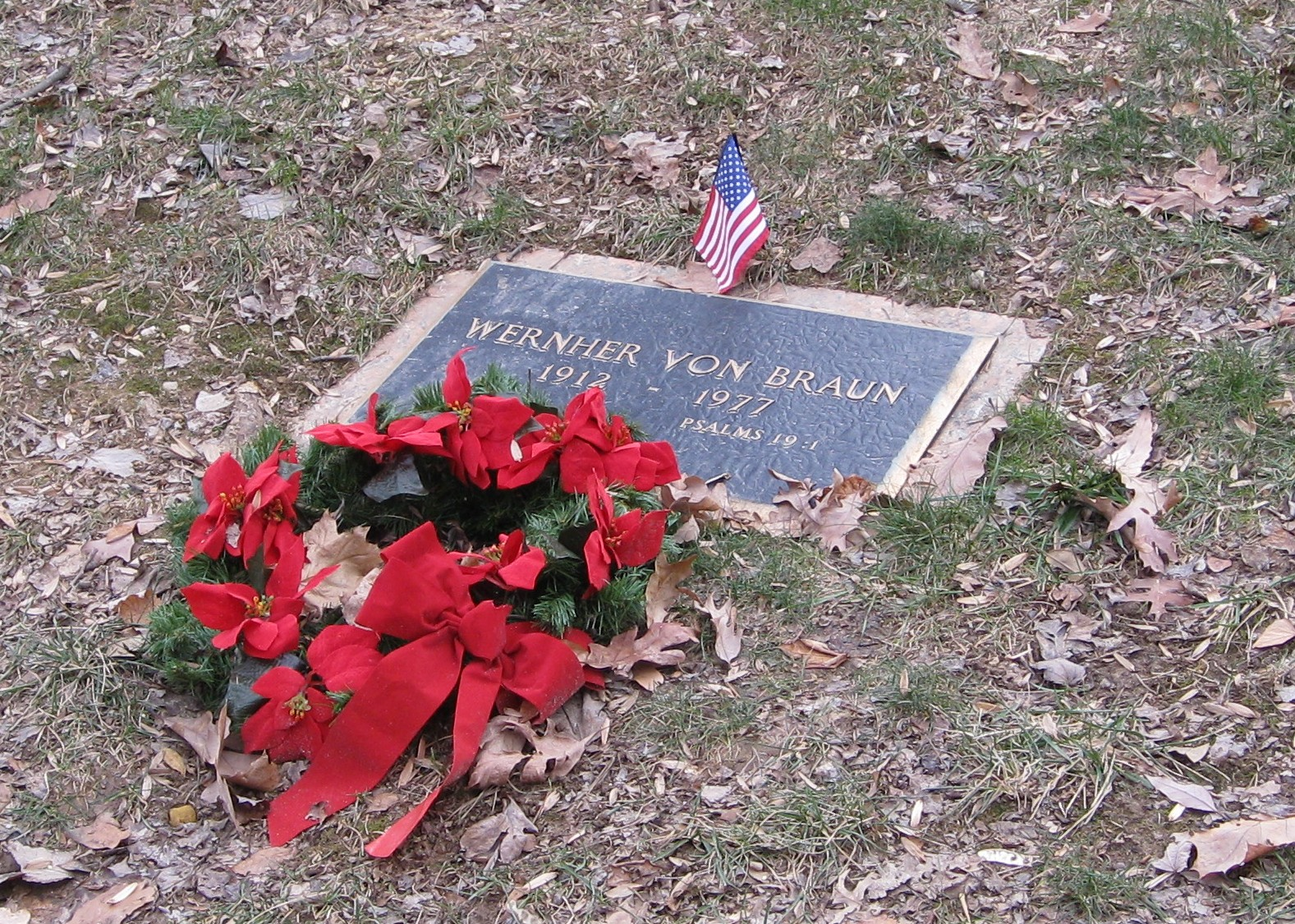
قبره في ألكسندريا، فيرجينيا

توفي عام 1977 متأثرا بورم في البنكرياس .

## أعماله المنشورة
نشر عن فون براون عمله على برنامج الصواريخ الألماني المعروف باسم V2 والذي أطلق عليه صاروخ الانتقام ولكن لم يحقق هذا الصاروخ نجاح بالشكل الكافي في الحرب العالمية الثانية وقد نجح فيما بعد عندما سافر إلى الولايات المتحدة وهناك أجروا عليه التجارب اللازمة والتعديلات المطلوبة وأصبح أول صاروخ ينقل أول رائد فضاء إلى القمر.

## تكريمه
- 1944: صليب الاستحقاق الحربي من ألمانيا النازية.[18]
- 1975: قلادة العلوم الوطنية الأمريكية.[19]

## روابط خارجية
- فيرنر فون براون على موقع IMDb (الإنجليزية)
- فيرنر فون براون على موقع الموسوعة البريطانية (الإنجليزية)
- فيرنر فون براون على موقع مونزينجر (الألمانية)
- فيرنر فون براون على موقع ميوزك برينز (الإنجليزية)
- فيرنر فون براون على موقع إن إن دي بي (الإنجليزية)